# Brookings Institution

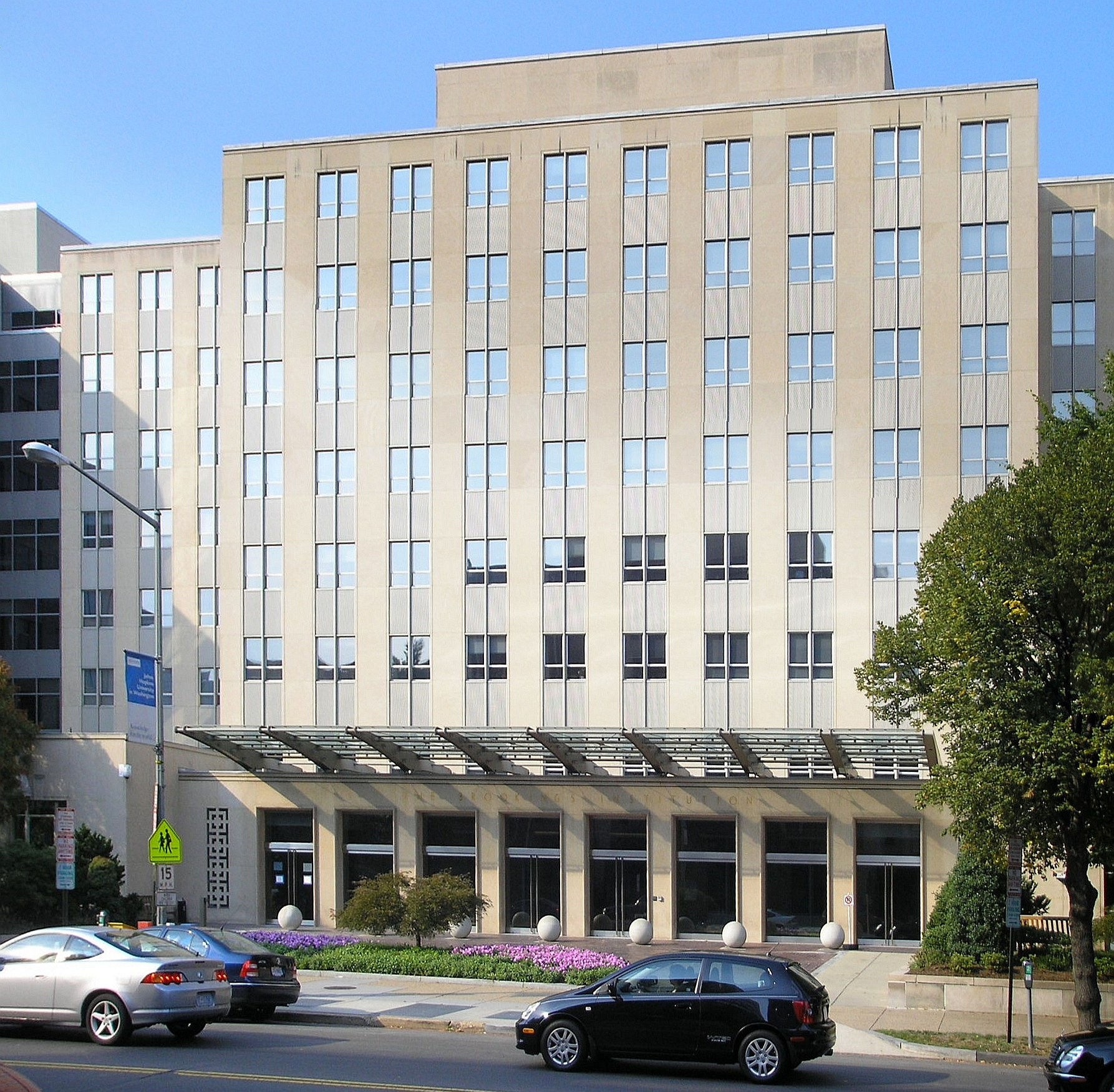
Huvudkontoret för Brookings Institution i Washington, D.C. i augusti 2007.

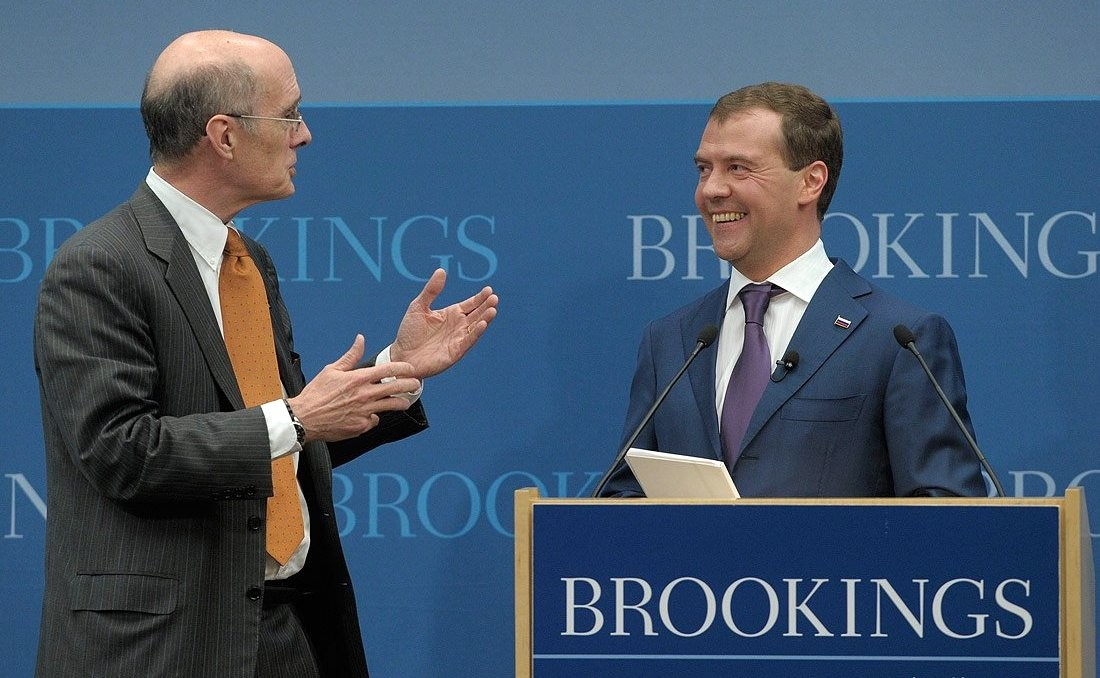
Brookings chef Strobe Talbott med Rysslands president Dmitry Medvedev vid Medvedevs USA-besök i april 2010.

Brookings Institution är en amerikansk tankesmedja med säte i Washington, D.C. Den är en av Washingtons äldsta tankesmedjor och stödjer forskning och utbildning inom samhällsvetenskap, ekonomi, utrikespolitik, global utveckling mm. Enligt University of Pennsylvanias 2013 Global Go To Think Tanks Report är Brookings världens mest inflytelserika tankesmedja.
Brookings framhåller att deras forskare "representerar olika åsikter" och beskriver sig själv som oberoende av de politiska partierna, medan medierna oftast beskriver tankesmedjan som "liberal" eller "mittenorienterad". En studie gjord på den amerikanska kongressens dokument mellan 1993 och 2002 visar att Brookings refererades nästan lika ofta av konservativa politiker som av liberala. På en skala 1-100 där 100 representerar det mest liberala placerar sig Brookings på värdet 53. Samma studie fann att Brookings är den tankesmedja som citeras oftast av amerikanska medier och politiker.

## Finansiärer i USA
Brookings hade 2014 tillgångar på 496 miljoner dollar. Bland de största bidragsgivarna finns Bill & Melinda Gates Foundation, William and Flora Hewlett Foundation, The Hutchins Familiy Foundation, JPMorgan Chase, John D. and Catherine T. MacArthur Foundation, David Rubenstein och John L. Thornton.

## Finansiärer i utlandet
Enligt New York Times är staten Qatar den enskilt största utländska bidragsgivaren till Brookings med ett bidrag på 14,8 miljoner dollar för perioden 2014-2018. En annan viktig bidragsgivare är Norge som i juni 2014 beviljade ytterligare 4 miljoner dollar till Brookings.
Enligt New York Times kritiska artikel har Brookings i anställningsintervjuer uppmanat blivande medarbetare att "inte inta positioner som är kritiska mot Qatar". Brookings medger att man har nära kontakter med Qatars regering, men förnekar att det finns något samband mellan finansiärernas åsikter och slutsatserna i Brookings rapporter. Som exempel citerar man rapporter som beskriver Qatars reformarbete som otillräckligt och kritiserar landets stöd till militanta grupper i Syrien. Tidningen har även kontaktat jurister som fått granska dokument som beskriver förbindelserna mellan Brookings och den norska regeringen och som hävdar att Brookings agerat som en "utländsk agent". Norges intresse för Brookings och andra amerikanska tankesmedjor ska enligt New York Times handla om att skapa kontakter med amerikanska regeringstjänstemän för att bana väg för norsk oljeutvinning i arktiska regioner.